# 세이부 야마구치선
세이부 야마구치 선(일본어: 西武山口線, せいぶやまぐちせん)은 세이부 철도가 운영하는 신교통 시스템 철도노선이다. 레오라이너(일본어: レオライナー)라는 애칭을 가지고 있다. 일본 도쿄도 히가시무라야마시에 있는 세이부 유원지 역과 사이타마현 도코로자와시에 있는 세이부 구장앞 역을 잇는다.

## 노선 정보
- 노선 거리: 2.8 km
- 역 수: 3
- 복선 구간: 없음, 전 구간 단선임.
- 전철화 구간: 전 구간 삼상 교류 750 볼트

## 역사
원래 이 노선의 이름은 1950년에 개통되었던 경편 철도를 의미 했다. 당시 노선은 다마호 호텔역에서 유네스코 무라 역까지였는데, 단선이었으며 궤간은 762mm였다. 당시 노선 이름은 오토기 선(おとぎ線)이었으며, 운행하는 열차를 오토기 열차(おとぎ列車)라고 불렀다.
1952년에 오토기 열차를 지방철도법의 적용을 받는 지방 철도로 전환하였으며, 노선명도 야마구치 선으로 개칭했다(이후에도 오토기 열차라고 불렀다.). 운임은 편도 200엔(어린이 100엔)이었으며, 운행 시간은 9시 30분부터 17시 30분이었다. 처음에는 축전지 기관차로 운행했으나 1972년에 일본 철도 100주년을 기념하여 주말이나 휴일에는 증기기관차으로 운행하였다.
1984년 5월에 운행을 중단하였으며, 개조 작업을 거쳐 이듬해 안내 궤도식 철도(신교통 시스템)으로 운행을 재개했다. 이때 현재 운행하는 노선으로 변경되었다. 가장 큰 목적은 세이부 구장의 접근을 쉽게 하려는 것이었다. 수속은 오토기 열차(おとぎ列車)를 폐선하고 새롭게 신교통 시스템 방식으로 인가를 받는 형식을 취했다.
이 노선은 1983년에 건설성과 운수성에서 제정된 '표준형 신교통 시스템' 규정에서 많이 벗어났다. 예를 들면, 전압이 직류 750V였는데 이는 VVVF 제어의 실용화를 염두에 둔 것이며, 차내 신호방식이나 ATO에 의한 자동 운전이 아닌 ATS에 의한 1인 승무 방식을 차용하고 있다.

### 연혁
- 1950년 8월 1일 : 오토기 선(おとぎ線) 개통
- 1951년 9월 16일 : 유네스코 무라 역까지 연장.
- 1952년 7월 15일 : 지방 철도로 전환. 야마구치 선으로 노선명 변경.
- 1963년 7월 1일 : 다마 호 호텔역을 세이부 유원지 역으로 역명 변경.
- 1972년 6월 2일 : 일본 철도 100주년을 맞아서 증기기관차 투입.
- 1976년 12월 17일 : 공사로 운행 중지
- 1977년 3월 19일 : 운행 재개
- 1979년 3월 25일 : 세이부 유원지 역을 유원지앞역으로 역명 변경.
- 1984년 5월 14일 : 안내궤도식으로 전환을 위해 운행 중단.
- 1985년 4월 25일 : 안내궤도식으로 세이부 유원지 역 - 세이부 구장앞 역(2.8 km) 구간 개통. 유원지앞역 - 유네스코무라 역 구간 폐선

## 운행 형태
평상시에는 20분간격으로 운행하며, 이른아침이나 늦은 밤에는 40분 간격으로 운행한다. 다만 세이부 구장에 이벤트가 있거나 프로야구 시즌이면, 10분간격으로 운행한다.

## 차량

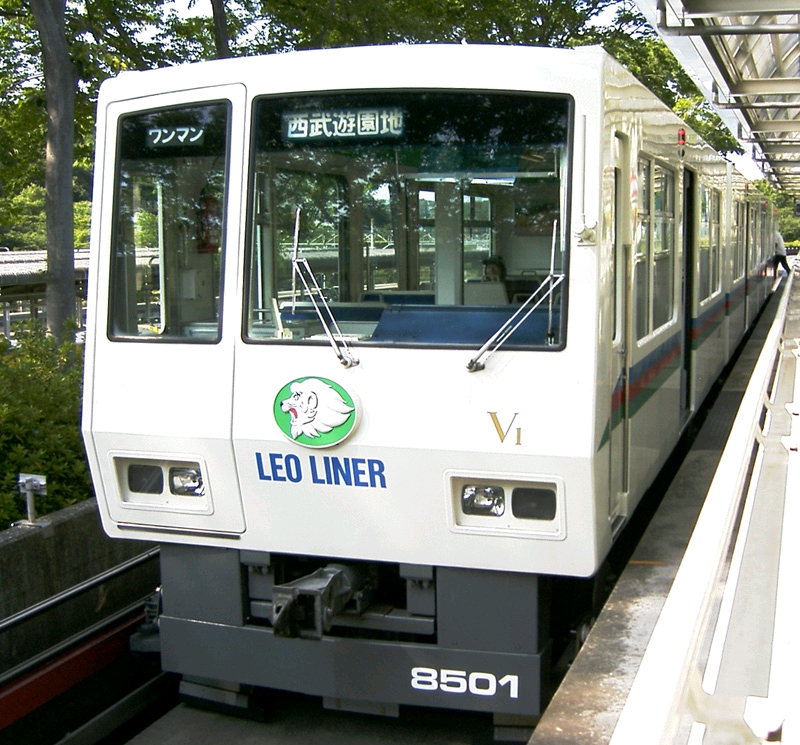
8500계

- 8500계

## 역 목록

### 현재 노선
| 역 이름               | 일본어 이름      | 거리 (km) | 접속 노선 | 소재지                  |
| --------------------- | ---------------- | --------- | --------- | ----------------------- |
| 다마코                | 多摩湖           | 0.0       | 다마코선  | 도쿄도 히가시무라야마시 |
| 세이부엔유엔치        | 西武園ゆうえんち | 0.3       |           | 사이타마현 도코로자와시 |
| 히가시나카미네 신호장 | 東中峯信号場     | 0.7       |           | 사이타마현 도코로자와시 |
| 세이부 구장앞         | 西武球場前       | 1.8       | 사야마선  | 사이타마현 도코로자와시 |